# NGC 5053
NGC 5053 este un roi globular situat în constelația Părul Berenicei, la aproximativ 21.500 de ani-lumină față de Pământ. A fost descoperit de astronomul germano-britanic William Herschel în 1784.
Metalicitatea sa este estimată la -2,27 [Fe/H] potrivit articolului lui J. Boyles et al. sau încă la −1,98 [Fe/H] potrivit lui Forbes și Bridges, iar vârsta sa este de aproximativ  12,3 milliarde  de ani.